# Waldheim (Saxônia)
Waldheim é um município da Alemanha, situado no distrito de  Mittelsachsen, no estado da Saxônia. Tem 41,62 km² de área, e sua população em 2019 foi estimada em 8.951 habitantes.